# 漿膜下組織
漿膜下組織（しょうまくかそしき、Tela subserosa）とは、筋層と漿膜の間の組織の層である。
この言葉は、解剖学よりも特に癌の進行段階（例えば胃癌や子宮癌の進行段階）と関連して病理学でより多く使われている。